# Норвуд, Вернон
Вернон Ларнард Норвуд (англ. Vernon Larnard Norwood; род. 10 апреля 1992, Новый Орлеан, Луизиана) — американский легкоатлет, специализирующийся в беге на 400 метров. Олимпийский чемпион 2020 года и многократный чемпион мира в эстафете 4×400 метров.

## Биография
До того, как прийти в лёгкую атлетику, играл в баскетбол в родной школе Morgan City High School. Признавался самым ценным игроком команды оборонительного плана, а в последний год обучения исполнял роль капитана команды. Его высокая скорость в игре отмечалась многими зрителями, но сам Вернон не собирался менять вид спорта. Лишь когда стало понятно, что он может претендовать на спортивную стипендию в университете, Норвуд стал серьёзно тренироваться на беговой дорожке.
После успешного года в колледже South Plains College он перешёл в Университет штата Луизиана, где стал одним из сильнейших бегунов на 400 метров. Четырежды становился чемпионом NCAA, в том числе в 2015 году выиграл индивидуальное первенство как в помещении, так и на открытом воздухе. Весной 2015 года на соревнованиях в Батон-Руже установил высокий личный рекорд — 44,44.
Занял третье место на чемпионате страны в беге на круг, уступив только Дэвиду Вербургу и Лашону Мерритту. Благодаря этому успеху поехал на чемпионат мира 2015 года, где стал полуфиналистом в личном виде и чемпионом в эстафете 4×400 метров. Несмотря на то, что Вернон помог сборной только в предварительных забегах, он получил золото как полноценный участник команды.
Зимой 2016 года выиграл чемпионат США на дистанции 400 метров. На чемпионате мира в помещении был дисквалифицирован в забеге за заступ за пределы беговой дорожки, однако затем в эстафете принёс команде первое место. Вернон бежал заключительный этап, а американцы показали третье время в мировой истории (3.02,45).

## Основные результаты
| Год  | Турнир                     | Место проведения | Дисциплина       | Место      | Результат |
| ---- | -------------------------- | ---------------- | ---------------- | ---------- | --------- |
| 2015 | Чемпионат мира             | Пекин, Китай     | 400 м            | 18-е (1/2) | 45,07     |
| 2015 | Чемпионат мира             | Пекин, Китай     | эстафета 4×400 м | 1-е (заб.) | 2.58,13   |
| 2016 | Чемпионат мира в помещении | Портленд, США    | 400 м            | — (заб.)   | DQ        |
| 2016 | Чемпионат мира в помещении | Портленд, США    | эстафета 4×400 м | 1-е        | 3.02,45   |